# Otto von Thoren
Pour les articles homonymes, voir Thoren.
Karl Kasimir Otto Ritter von Thoren, dit Otto von Thoren, né le 21 juillet 1828 à Vienne et mort le 15 juillet 1889 à Paris, est un peintre animalier autrichien.

## Biographie
Otto von Thoren est le fils de Francis-Casimir de Thoron et de Constance-Marie-Françoise Lochmann.
Officier en 1846, il participe à la Révolution autrichienne de 1848, il était capitaine de cuirassiers, puis s'éloigne un temps à Venise. En 1857, il se tourne complètement vers la peinture et étudie pendant plusieurs années à Bruxelles et à Paris.
Au milieu des années 1860, il est appelé à Vienne pour réaliser le portrait de François-Joseph Ier d'Autriche. Après avoir peint La Mort de Gustave-Adolphe, il se tourne vers la peinture animalière, en particulier le bétail en pâturage, où il se distingue par un trait énergique et son observation délicate de la nature.
Les peintures d'Otto von Thoren se trouvent souvent dans les musées autrichiens tels que le Heeresgeschichtliches Museum (Musée d'histoire militaire) à Vienne.
Il épouse Marie-Sophie Renodeyn, née à Gand en 1839, lors de son séjour à Bruxelles.
La mort et les funérailles du « chevalier Othon von Thoren, peintre animalier de talent » sont annoncées dans le Journal des débats politiques et littéraires du 17 juillet 1889 . Il est inhumé au cimetière de Montmartre 22e division (tombe familiale).
La veuve d'Otto von Thoren donne deux tableaux de son mari au Musée du Luxembourg à Paris , aujourd'hui affectés au Musée d'Orsay et à la mairie de Pamiers.
Othon de Thoren a un fils qui est aussi peintre et illustrateur, Maurice de Thoren, dont le décès est annoncé le 2 juillet 1940 dans « L’Écho d’Alger »

## Œuvres
- Bœufs hongrois s'abritant du vent
- Laboureur en Normandie
- Loup à l'approche

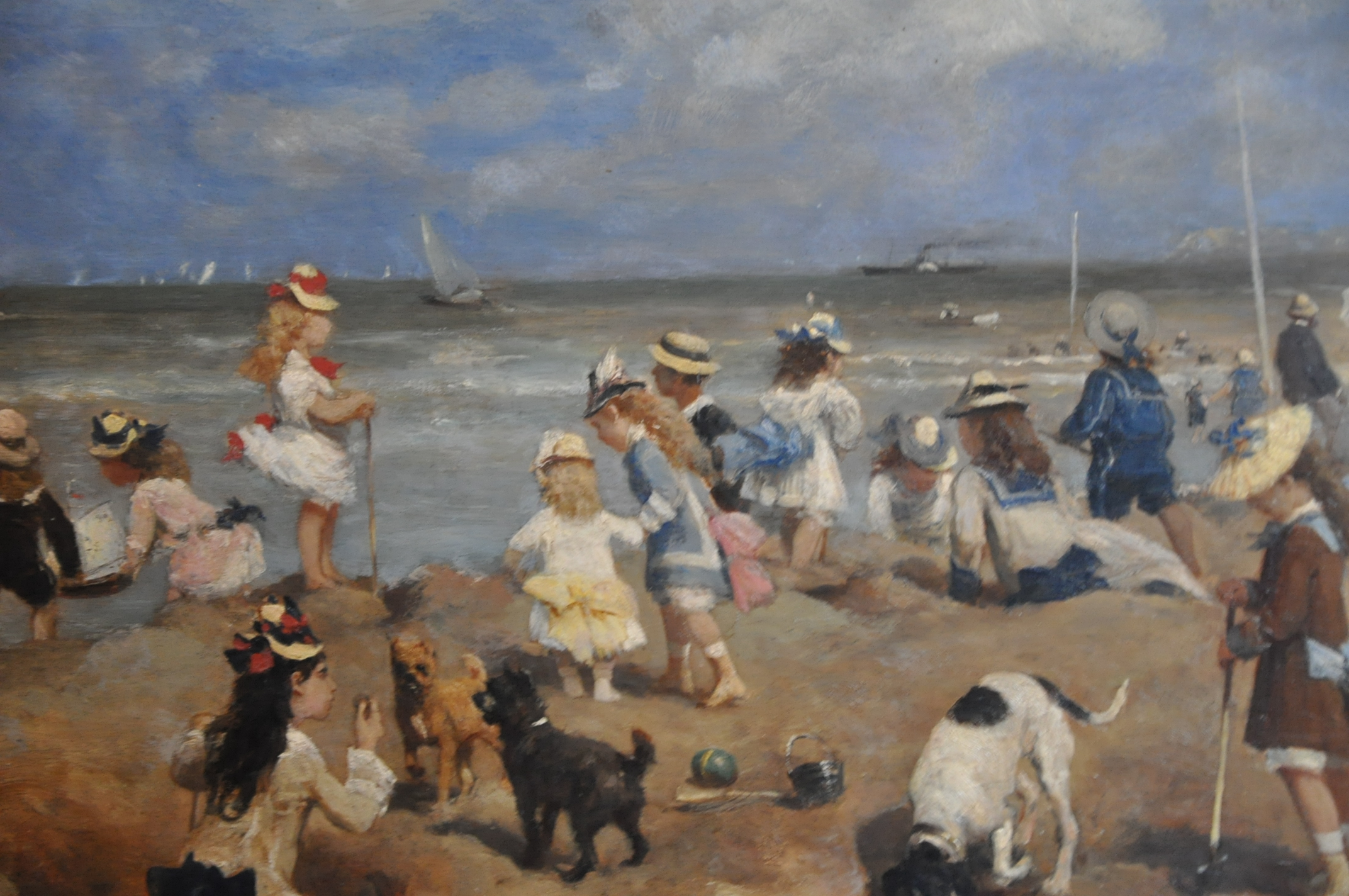
Otto von Thoren, Enfants jouant sur la plage de Trouville

- Troupeau de bœufs lors d'un coucher de soleil
- Enfants jouant sur la plage de Trouville

### En collection publique
- Taureau au pâturage, huile sur toile, Marseille, Musée Grobet-Labadié [3]
- Cour de ferme, huile sur toile, Pamiers, hôtel de ville [4].
- Intérieur d'étable, huile sur toile, Paris, Musée d'Orsay [5].

## Distinction
- Chevalier de l'ordre de Léopold (Belgique, 4 mai 1881)[6].

## Sources biographiques
- Biographie d'Otto von Thoren « Peinture sculpture : Les nations rivales dans l'art ; Ernest Alfred Chesneau ; 1868 » page 146
- Otto von Thoren, « Gazette des beaux-arts ; Tome 19 ; Salon de 1865 » page 28
- L'atelier Otto von Thoren (tableaux), vente hôtel Drouot « Le Bulletin de l'art ancien et moderne ; 1913 » page 132
- L’acte de décès d’Othon-Kral-Casimir chevalier de Thoren sur le site des Archives de Paris 9e à la date du 16 juillet 1889, acte n° 858